# 孙怀新
孙怀新（1962年7月—）安徽灵璧人，中国共产党第二十届中央纪律检查委员会委员。

## 生平
1983年8月参加工作，1991年7月加入中国共产党，中央党校研究生部中共党史专业毕业，研究生学历，法学博士学位。1979年9月至1983年8月，在安徽大学历史系历史学专业学习。1983年8月至1988年7月，任安徽大学法律系教师。1988年7月至1989年9月，任安徽大学管理学系教师。1989年9月至1992年9月，为北京大学政治学与行政管理系政治学专业硕士研究生。1992年9月至1995年8月，为中央党校研究生部中共党史专业博士研究生。
1995年8月至1997年5月，任中央纪委监察综合室干部（试用期）。1997年5月至2000年6月，任中央纪委监察综合室副处级检查员、监察员。2000年6月至2001年6月，任中央纪委监察综合室调研处副处长。2001年6月至2002年4月，任中央纪委监察综合室正处级检查员、监察员兼调研处副处长。2002年4月至2002年9月，任中央纪委监察综合室正处级检查员、监察员兼部长办公室副主任。2002年9月至2003年11月，任中央纪委监察综合室部长办公室主任。2003年11月至2010年3月，任中央纪委执法监察室副主任。其间，2005年3月至2005年7月在中央党校半年制中青年干部培训班学习。2010年3月至2013年5月，任中央纪委执法监察室正局级纪律检查员、监察专员兼副主任。2013年5月至2014年3月，任中央纪委执法和效能监督室正局级纪律检查员、监察专员兼副主任。2014年3月至2015年3月，任中央纪委第十二纪检监察室正局级纪律检查员、监察专员兼副主任。2015年3月至2017年9月，任中央纪委驻中央宣传部纪检组副组长。
2017年9月至2018年12月，任中国铁路总公司党组纪检组组长、党组成员。2018年12月至2020年3月，任中央纪委国家监委驻中国国家铁路集团有限公司纪检监察组组长。
2020年3月起，任中央纪委国家监委驻国家发展和改革委员会纪检监察组组长。
他是第十九届、二十届中央纪委委员。